# Aegiphila fasciculata
Aegiphila fasciculata là một loài thực vật có hoa trong họ Hoa môi. Loài này được Donn.Sm. mô tả khoa học đầu tiên năm 1914.